# Grenache

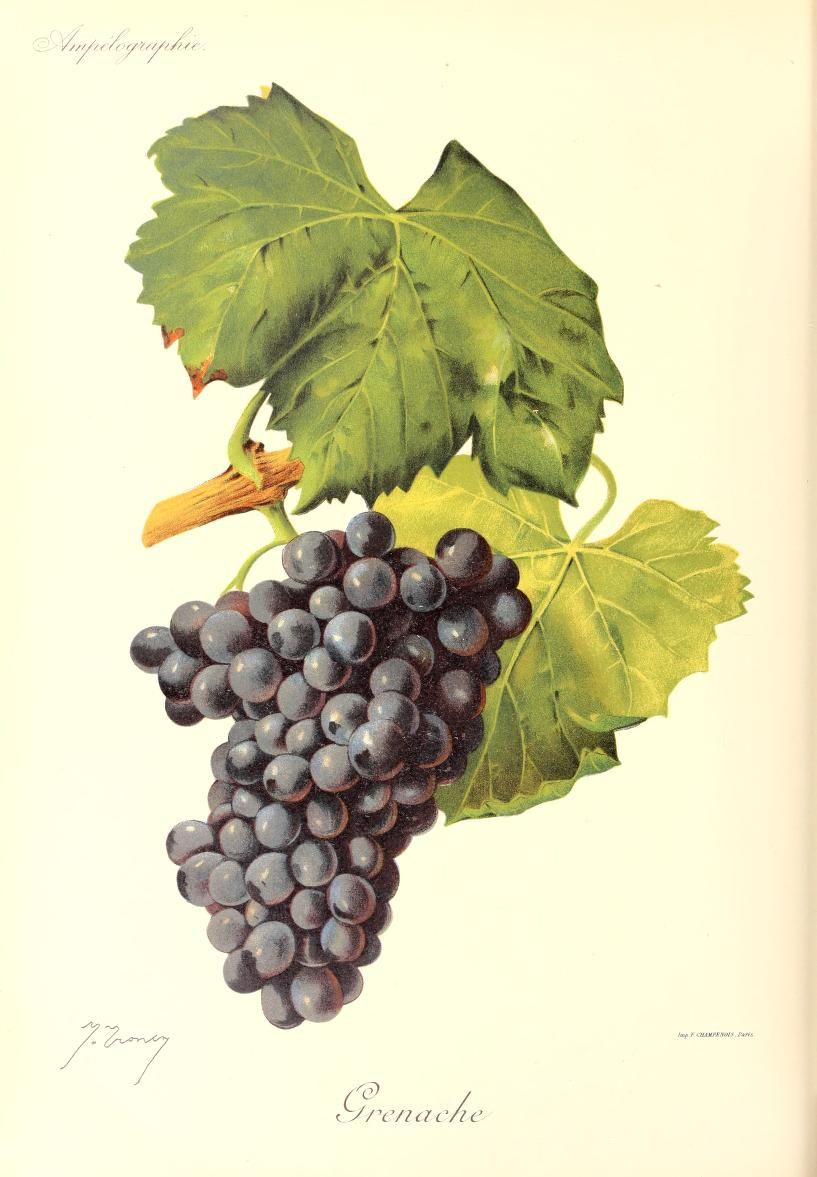
Grenache Noir im Buch von Viala & Vermorel

Die Grenache ist eine Rotweinsorte und die fünfthäufigst angebaute der Welt mit einer geschätzten Rebfläche von mindestens 150.096 Hektar. In Frankreich heißt sie auch Grenache noire, in Spanien Garnacha, in Katalonien Garnatxa und auf Sardinien Cannonau. Weitere Anbaugebiete sind die italienischen Regionen Toskana (unter dem Namen Alicante), Sizilien, Kalabrien und die Insel Ischia (wo die Sorte Guarnaccia genannt wird). Ferner wird Grenache in Australien, Argentinien und Kalifornien angebaut.

## Eigenschaften
Der Wein aus der Grenache-Traube ist arm an Tanninen und Farbe. Sie kann daher gute fruchtige Weine liefern und wird auch als Weiß- oder Roséwein gekeltert.
Unter extremen klimatischen Bedingungen (Trockenheit, Hitze, Wind) und bei sehr geringen Erträgen liefert die Grenache auch konzentrierte, ausgesprochen lagerfähige Rotweine.
Oft wird die Grenache mit tanninhaltigeren Sorten wie Tempranillo (speziell in der Rioja) oder mit Syrah und Mourvèdre (an der südlichen Rhône) verschnitten. Der einfache Grund hierfür sind die Eigenschaften der Rebe: Ihr Wein ist üblicherweise alkoholreich und dennoch weich.
Cannonau ist mit über 100 km² Rebfläche die in Sardinien wichtigste rote und zweithäufigstangebaute Sorte. Aus ihr wird der sardische DOC-Rotwein Cannonau di Sardegna hergestellt.
Es gibt eine weiße Variante, die Grenache Blanc bzw. Garnacha blanca heißt und in Frankreich und Spanien für Verschnittweine (so etwa die weißen Châteauneuf-du-Pape- und Rioja-Varianten) eingesetzt wird. Des Weiteren existiert auch noch der Grenache Gris, allerdings mit stark abnehmender Bedeutung sowie die stark behaarte Version, den Lledoner Pelut.

## Verbreitung
Weltweit gab es 2016 insgesamt eine Anbaufläche von 150.096 ha. Die zehn größten Anbauländer hatten zusammen 99,7 % der gesamten Rebfläche.
| Land                | Rebfläche ha |
| ------------------- | ------------ |
| Frankreich          | 78.631       |
| Spanien             | 54.606       |
| Italien             | 5.421        |
| Volksrepublik China | 4.000        |
| Vereinigte Staaten  | 2.213        |
| Algerien            | 2.000        |
| Australien          | 1.492        |
| Marokko             | 786          |
| Südafrika           | 344          |
| Chile               | 187          |

### Frankreich
In Frankreich belegt die Sorte Grenache insgesamt über 78.631 Hektar (Stand 2016). Die größten Rebflächen liegen in den Départements Vaucluse und Drôme im Weinbaugebiet Rhône. Ein Beispiel dafür sind die Weine von Châteauneuf-du-Pape sowie der Costières de Nîmes, die überwiegend und manchmal sogar ausschließlich aus Grenache gekeltert werden. Häufig wird Grenache mit Syrah verschnitten, was besonders reichhaltige Cuvées ergibt.
Grenache ist auch ein wichtiger Bestandteil der süßen, gespriteten Vin Doux Naturel wie Banyuls, Beaumes-de-Venise, Maury, Rasteau und Rivesaltes.

### Spanien
Mit rund 54.606 Hektar Rebfläche war sie 2016 unter dem Namen Garnacha nach den Sorten Tempranillo und Bobal die drittwichtigste spanische Rotweinsorte. Sie wird vor allem im Osten und Norden Spaniens in vielen Anbauregionen wie Ampurdán-Costa Brava, Bierzo, Calatayud, Campo de Borja, Cariñena, Costers del Segre, La Mancha, Navarra, Penedès, Priorat, Ribera del Duero, Rioja, Somontano, Tarragona, Terra Alta, Utiel-Requena und Vinos de Madrid angebaut.

### Andere Anbauregionen
Die Sorte wird auch in Italien (Cannonau oder Tocai Rosso genannt), in Griechenland, Israel, Südafrika und Chile angebaut. Siehe auch die Artikel Weinbau in Australien (2011 Hektar, Stand 2008), Weinbau in Argentinien und Weinbau in den Vereinigten Staaten. Allein in Kalifornien (→ Weinbau in Kalifornien) wurden im Jahr 2008 6.962 acres = 2.784 Hektar Rebfläche erhoben.

## Ampelographische Sortenmerkmale
In der Ampelographie wird der Habitus folgendermaßen beschrieben:
- Die Triebspitze ist offen. Sie ist stark weißlich behaart mit sehr leicht rötlichem Anflug. Die grünen, leicht bronzefarbenen Jungblätter sind schwach behaart.
- Die mittelgroßen Blätter (siehe auch den Artikel Blattform) sind meist fünflappig und nur mittelstark gebuchtet. Sie sind von hellgrüner Farbe und stark glänzend. Die Stielbucht U-förmig offen. Der Blattrand ist fein gesägt. Die Zähne sind im Vergleich der Rebsorten klein. Die Blattoberfläche (auch Spreite genannt) ist glatt.
- Die konusförmige Traube ist mittelgroß bis groß und dichtbeerig. Die rundlichen oder leicht ovalen Beeren sind mittelgroß und von schwarzer Farbe. Die Schale der Beere ist dick. Die Beeren sind saftig; der Saft ist farblos.

Die Rebsorte treibt relativ früh aus. Bei feuchtem Wetter während der Blüte neigt der Grenache zur Verrieselung.
Grenache wird meist mit der Gobelet-Methode erzogen. Er ist recht resistent gegen den Echten Mehltau. Anfällig ist er gegen den Falschen Mehltau, die Eutypiose und die Rohfäule. Daher können die Erträge zwischen 20 Hektoliter/Hektar und 80 Hektoliter/Hektar variieren.
In Frankreich wurden bisher 20 Klone selektiert und anerkannt. Die gängigsten sind dabei die Klone n° 70 (sehr ertragsstark), n° 362 (ergibt alkoholreiche Weine, geeignet für den Vin Doux Naturel), n° 224 (ertragsstark), n° 134 (ertragsstark, sehr helle Farbe), n° 135 (schwacher Ertrag, gute Qualität) und n° 136 (ebenfalls gute Qualität bei schwachem Ertrag).
Die Grenache reift ca. 30 Tage nach dem Gutedel und ist widerstandsfähig gegen Dürre, außerdem liefert sie hohe Mostgewichte bei vergleichsweise geringer Ausbeute an Anthocyanen (Farbstoffe) und Tanninen.

## Neuzüchtungen
Aus Grenache x Cabernet Sauvignon ist eine interessante Neuzüchtung entstanden: der Marselan. Die Kreuzung erfolgte 1961 durch den französischen Ampelographen Paul Truel in der Domaine de Vassal, einer Außenstelle des Institut National de la Recherche en Agronomie der Universität von Montpellier, welcher die Finesse eines Cabernet Sauvignon mit der Hitzeresistenz eines Grenache zu kombinieren versuchte. Insbesondere in der Region der Costières de Nîmes hat sich der Marselan etabliert und ist als ausgewogener und fruchtiger Rotwein mit einer Betonung der Tannine sehr beliebt.
In Montpellier entstanden auch die Sorten Caladoc, Chenanson und Portan. Bereits Mitte des 19. Jahrhunderts entstand mit der Sorte Alicante Bouschet eine Färbertraube, die zu den ältesten bewusst durchgeführten Neuzüchtungen zählt.
In den Vereinigten Staaten nutzte Harold Olmo die Grenache zur Ausarbeitung der Rebsorten Carnelian und Centurian.

## Synonyme
Aufgrund seiner weiten Verbreitung ist die Liste der Synonyme lang. Grenache ist auch unter folgenden 154 Namen bekannt: Abundante, Abundante De Reguengos, Aleante, Aleante Di Rivalto, Aleante Poggiarelli, Alicant Blau, Alicante, Alicante De Pays, Alicante Di Egua, Alicante Di Spagna, Alicante Grenache, Alicante Noir, Alicante Roussillon, Alicantina, Alikante, Aniga Di Lanusei, Aragonais, Aragones, Aragones Macho, Aragonesa, Bernacha Negra, Black Spanish, Black Valentina, Blaue Alicante, Bois Jaune, Cananao Di Sardegna, Cannonaddu, Cannonadu, Cannonadu Nieddu, Cannonao, Cannonatu, Cannonau, Cannonau Di Villasor, Cannonau Nero, Cannono, Canonao, Canonao Nero, Canonazo, Carignan Rouge, Carignane, Carignane Rosso, Carignane Rousse, Crannaxia, D'alicante, Elegante, Espagnin Noir, Francese, Gamay, Gamay Perugino, Garnaccho Negro, Garnaccia, Garnacha, Garnacha Comun, Garnacha De Aragon, Garnacha De Rioja, Garnacha Del Pais, Garnacha Fina, Garnacha Negra, Garnacha Negra Del Pais, Garnacha Pais, Garnacha Roja, Garnachilla, Garnacho, Garnacho Negro, Garnatxa Negra, Garnatxa Ni, Garnatxa Pais, Garnatxa Tinta, Garnaxa, Gironet, Granaccia, Granacha, Granacha Fina, Granache, Granaxa, Granaxia, Granaxo, Granazzo, Grenache, Grenache A Fleurs Femelles, Grenache Black, Grenache Blau, Grenache Crni, Grenache De Alicante, Grenache De Cosperon, Grenache Nero, Grenache Noir, Grenache Rouge, Grenas Ciornfi, Grenas Crni, Grenash De Kaspero, Grenash Noar, Grenaxa, Gros Grenache, Guarnaccia, Higonzal, Iladoner, Kek Grenache, Licante, Limouxin, Lladoner, Lladoner Aragonase, Lladoner Negre, Lladoner Negro, Lladonet, Mencida, Navalcarnero, Navaro, Navarra, Navarre De La Dordogne, Navarro, Negra, Negru Calvese, Ranaccio, Ranconnat, Red Grenache, Redondal, Retagliadu Nieddu, Rivesaltes, Rivos Altos, Rool Grenache, Rousillon Tinto, Roussillon, Rouvaillard, Sans Pareil, Santa Maria De Alcantara, Schwarze Alicanttraube, Tai, Tai Rosso, Tentillo, Tinta, Tinta Aragoneza, Tinta De Madrid, Tinta Menuda, Tintella, Tintilla, Tinto, Tinto Aragon, Tinto Aragones, Tinto Basto, Tinto De Navalcarnero, Tinto Menudo, Tinto Navalcarnero, Tintore Di Spagna, Tintoria, Tocai Rosso, Toccai Rosso, Toledana, Uva Di Spagna, Vernaccia Di Serrapetrona, Vernaccia Nera, Vernatxa, Vidueno Negro, Vrannaxia, .